# Olga Adler
Olga Adler ist eine ehemalige deutsche Fußballspielerin. Sie spielte in der Saison 1999/2000 zweimal für den 1. FFC Frankfurt in der Frauen-Bundesliga.
Adler kam am 31. Oktober 1999 im Heimspiel gegen den SC 07 Bad Neuenahr zu ihrem ersten Bundesliga-Einsatz, als sie in der 87. Spielminute für Nia Künzer eingewechselt wurde; das Spiel endete 2:1. Ihr zweites Bundesliga-Spiel absolvierte sie am 21. November 1999 gegen den FCR Duisburg 55. Sie spielte von Beginn an, bis sie in der 89. Spielminute mit gelb-roter Karte vom Platz gestellt wurde; das Spiel ging 1:2 verloren. 
Sie spielte außerdem bei der TSG 51 Frankfurt in der Bezirks-Oberliga Frankfurt.